# Mazda CX-3
Mazda CX-3 (код кузова DK5) — субкомпактный кроссовер компании Mazda. Был впервые представлен 19 ноября 2014 года, а спустя два дня был представлен ещё на автосалоне в Лос-Анджелесе как модель 2016 года. В Европе продажи начались летом 2015 года. В США продажи стартовали в конце 2015 года, там CX-3 заменил маленькую Mazda 2.

## История

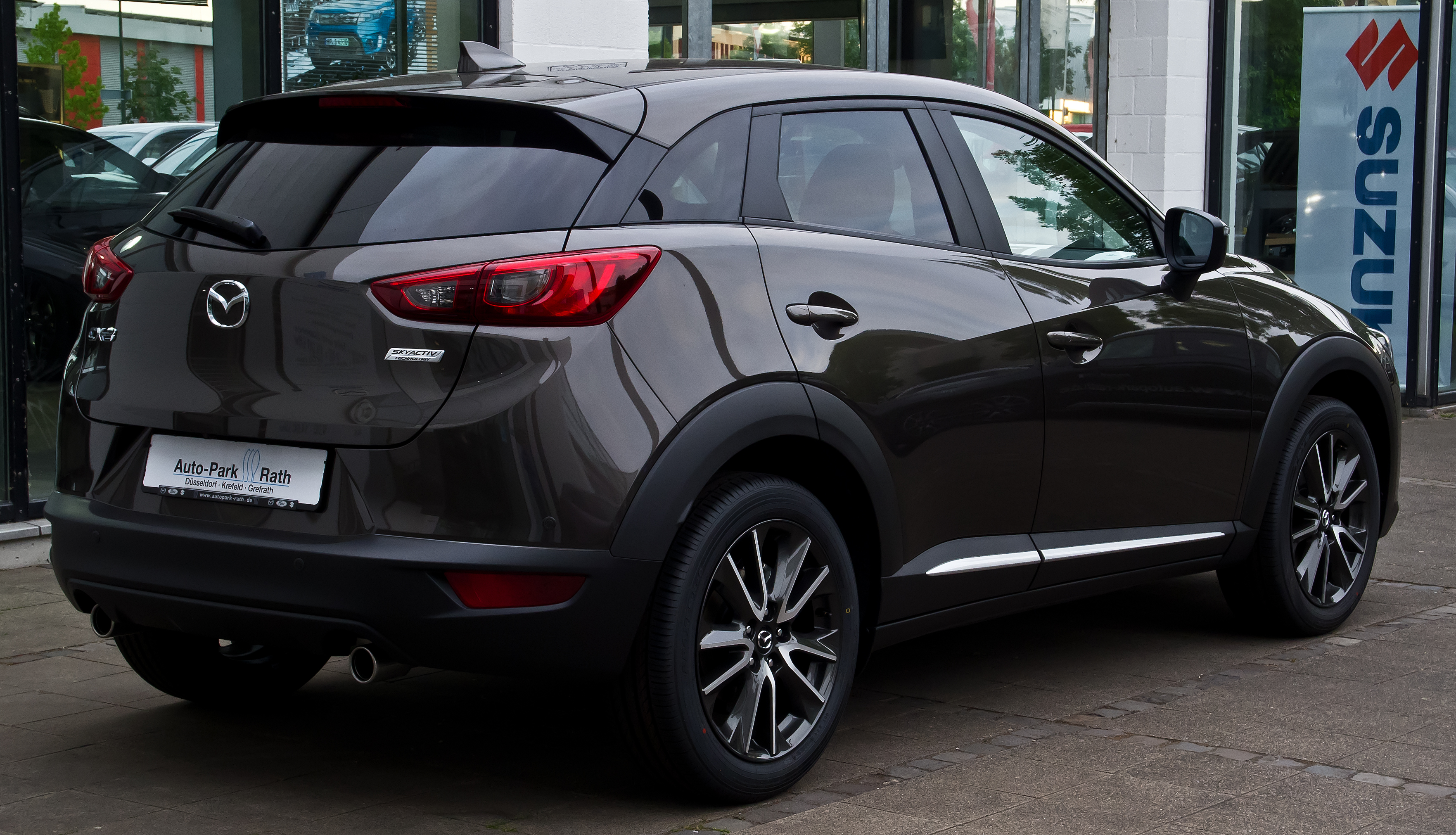
Вид сзади

В январе 2015 года на автосалоне в Токио, а спустя два дня в Детройте, был представлен концепт-кар CX-3 Racing Concept. Он отличался от серийной модели полностью изменённым спортивным видом и интерьером. Однако в серийный выпуск автомобиль в спортивном виде пока не вышел.
В 2016 году автомобиль получил систему G-Vectoring Control, которая перераспределяет подаваемый на передние колеса крутящий момент в разных фазах движения, новый руль и новые опции. 
В 2017 году CX-3 претерпевает второй небольшой рестайлинг, основные изменения коснулись подвески и безопасности. Среди улучшений безопасности была добавлена система распознавания дорожных знаков и интеллектуальная системы помощи при торможении. Версия автомобиля с полным приводом теперь получила систему i-ACTIV AWD.
В 2018 году на автосалоне в Нью-Йорке был представлен третий рестайлинг автомобиля. CX-3 получил новую решётку радиатора, хромированную отделку и новые 18" колёсные диски. В интерьере появилась новая центральная консоль и новое оформление передней панели, а также новые сиденья. Кроме этого, для машины стал доступен электронный стояночный тормоз (EPB). Также улучшилась шумоизоляция. 
В 2020 году, в честь 100-летия компании, как и в случае с другими автомобилями Mazda, была выпущена специальная серия модели.
С осени 2020 года на автомобиль устанавливается датчик обнаружения пешеходов в темноте и улучшенная светодиодная оптика.
В 2021 году продажи в Европе и США были прекращены, а на замену CX-3 пришла модель CX-30. В Японии автомобиль всё ещё продаётся.

## Технические характеристики

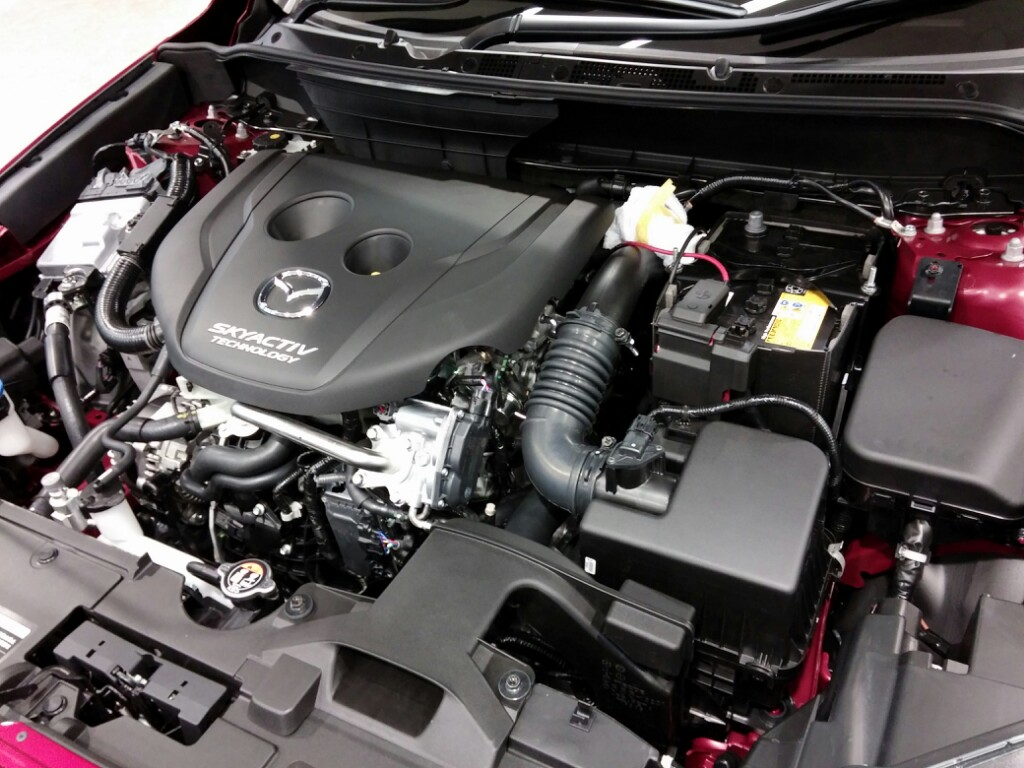
Один из двигателей

Автомобиль на американском рынке комплектуется с двигателем SkyActiv-D 1,5 л, а также двигателями 1,5 и 2,0 литра без SkyActiv. Также доступен двигатель 2,0 SkyActiv-D мощностью 146 л.с (108 кВт) и крутящим моментом 197 Нм. С 2018 года кроссовер предлагается с улучшенным двигателем SkyActiv-G 2,0 л, улучшения коснулись мощности и крутящего момента. До 2018 года производилась версия с бензиновым двигателем объёмом 1,8 л, но в 2018 году от неё было решено отказаться в пользу выше упомянутого двигателя объёмом 2,0 л..
В Европе CX-3 выпускается в трех комплектациях: Essence, Evolve и Exceed. В  базовую версию включены ABS, ESP, 6 подушек безопасности, 4 электростеклоподъемника, кондиционер и радио. Комплектация Evolve добавляет легкосплавные диски, круиз-контроль и систему экстренного торможения. Для топовой комплектации Exceed, помимо отделки с кожаными вставками на приборной панели и дверях, а также системы Hi-Fi Bose, в качестве опции имеется пакет i-Activsense Technology, который включает в себя различные электронные системы помощи при вождении.
На азиатском рынке автомобиль комплектуется с 1,5-литровым двигателем SkyActiv-D и 2,0-литровым двигателем без SkyActiv.
Из КПП доступны 6-ступ. механическая и автоматическая коробки передач.
В Японии автомобиль представлен в трёх комплектациях: XD (базовая), XD Touring (средняя) и XD Touring L Package (топовая). В основном они отличаются опциями интерьера и колёсными дисками.
В 2020 году для японского рынка стала доступна комплектация с 1,5 л четырёхцилиндровым бензиновым двигателем SkyActiv-G, в марте 2021 года эта же комплектация стала доступна в Индонезии, а в апреле — в Египте.

## Безопасность
Автомобиль прошёл краш-тест EuroNCAP в 2015 году:
| Euro NCAP                                                  | Euro NCAP | Euro NCAP | Euro NCAP             |
| ---------------------------------------------------------- | --------- | --------- | --------------------- |
| · общий рейтинг                                            |           |           |                       |
| 85%                                                        | 79%       | 84%       | 64%                   |
| взрослый пассажир                                          | ребёнок   | пешеход   | активная безопасность |
| Протестированная модель: Mazda CX-3 2.0 'Core', LHD (2015) |           |           |                       |

## Продажи
| Год  | Продажи | Продажи   | Продажи | Продажи | Продажи | Продажи | Продажи  | Продажи | Производство |
| Год  | Япония  | Австралия | США     | Мексика | Канада  | Европа  | Германия | Таиланд | Производство |
| ---- | ------- | --------- | ------- | ------- | ------- | ------- | -------- | ------- | ------------ |
| 2015 | 30,020  | 12,656    | 6,406   | 1,581   | 6,861   | 24,232  | 6,768    | 1,321   | N/A          |
| 2016 |         | 18,334    | 18,557  | 8,631   | 9,354   | 52,409  | 14,305   | 4,787   | N/A          |
| 2017 | 16,202  | 17,490    | 16,355  | 12,855  | 10,938  | 53,871  | 16,123   | 3,812   | 137,094      |
| 2018 | 15,391  | 16,293    | 16,899  | 12,466  | 12,445  | 55,548  | 16,688   | 3,536   | 119,220      |
| 2019 | 16,604  | 14,813    | 16,229  | 9,257   | 10,850  | 61,962  | 19,050   | 1,971   | 92,505       |
| 2020 | 7,617   | 13,953    | 8,335   | 6,233   | 5,565   | 5,171   | 1,306    | 2,229   | 51,438       |

## Галерея

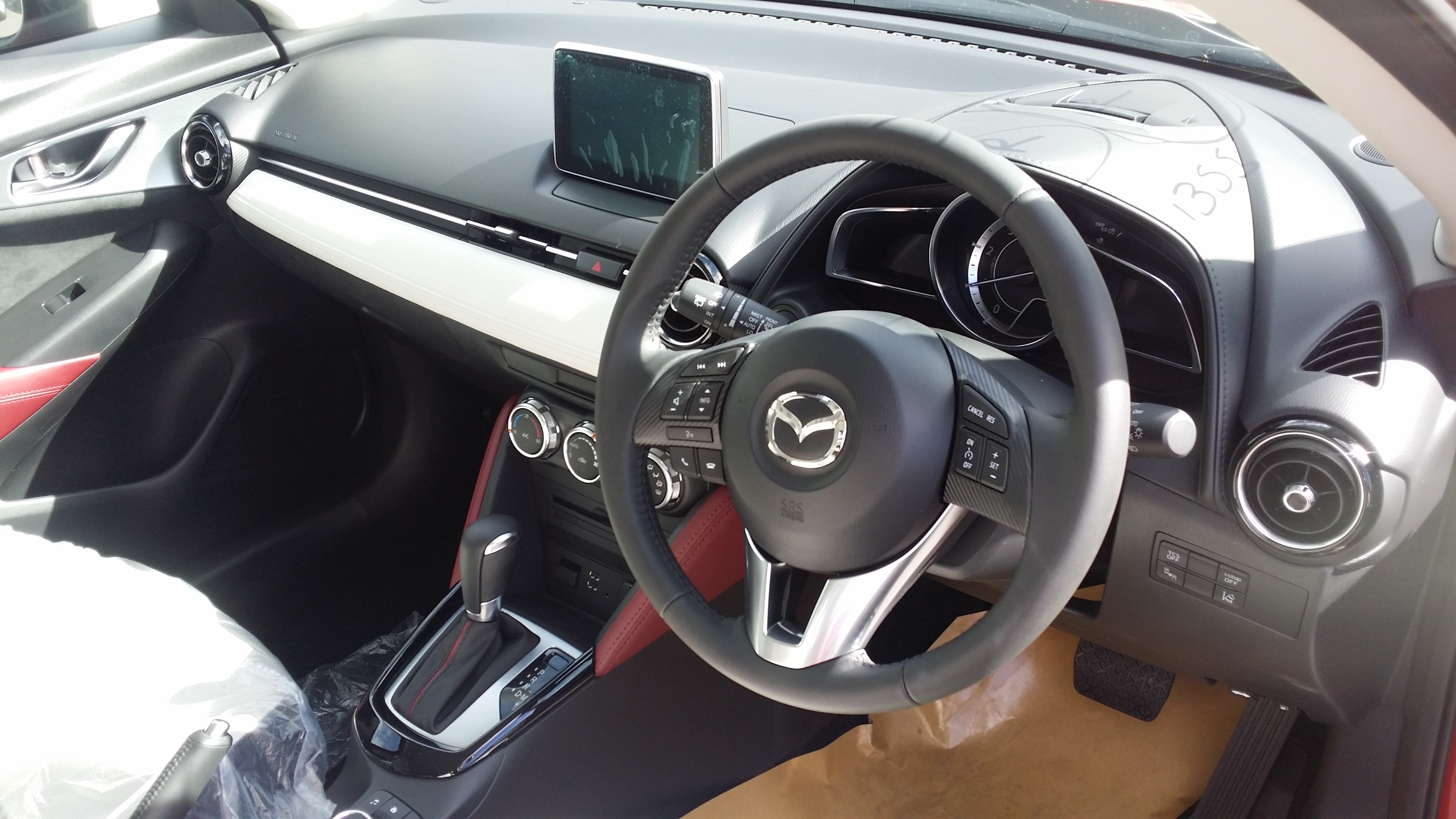
Интерьер
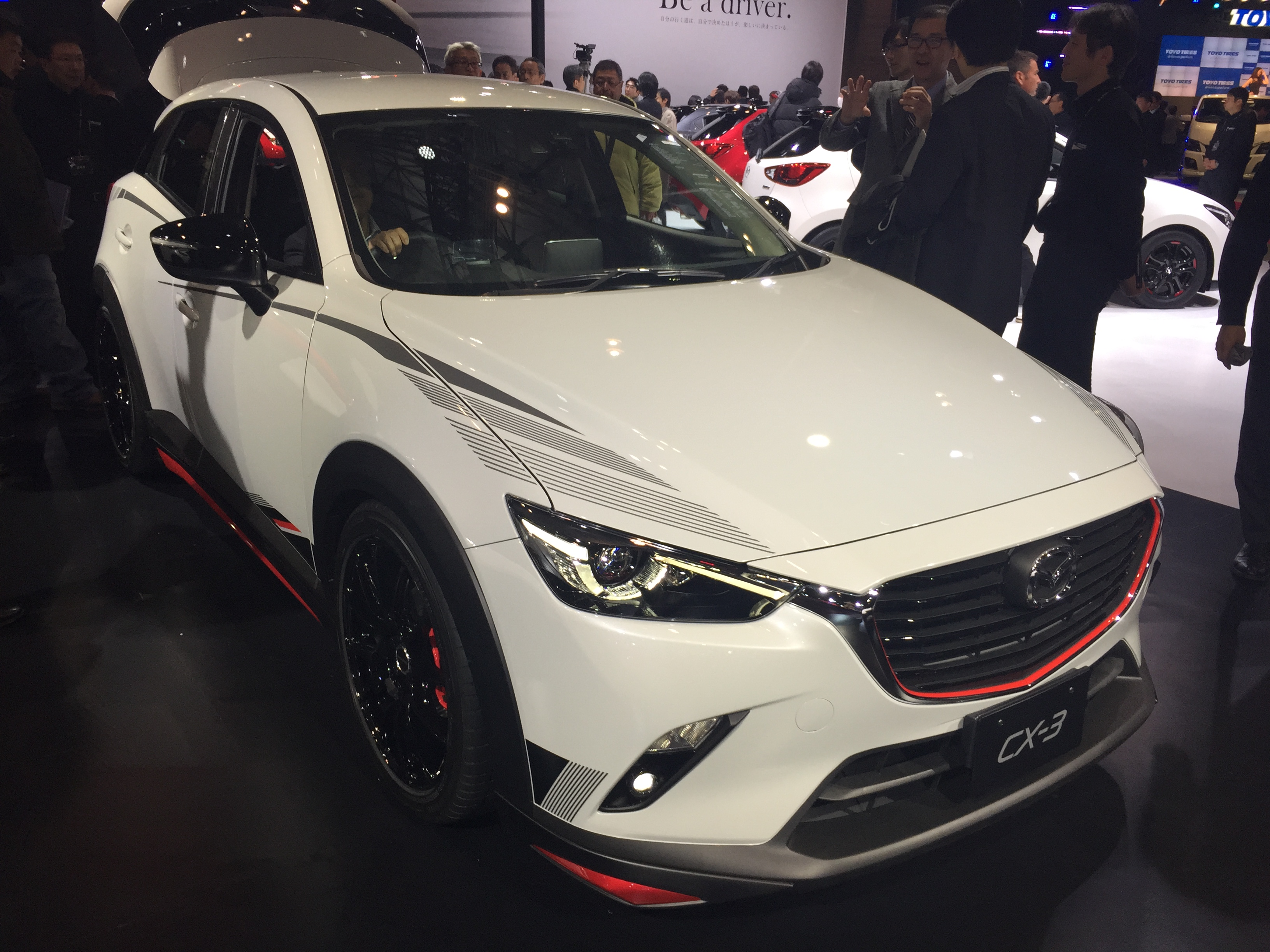
CX-3 Racing Concept
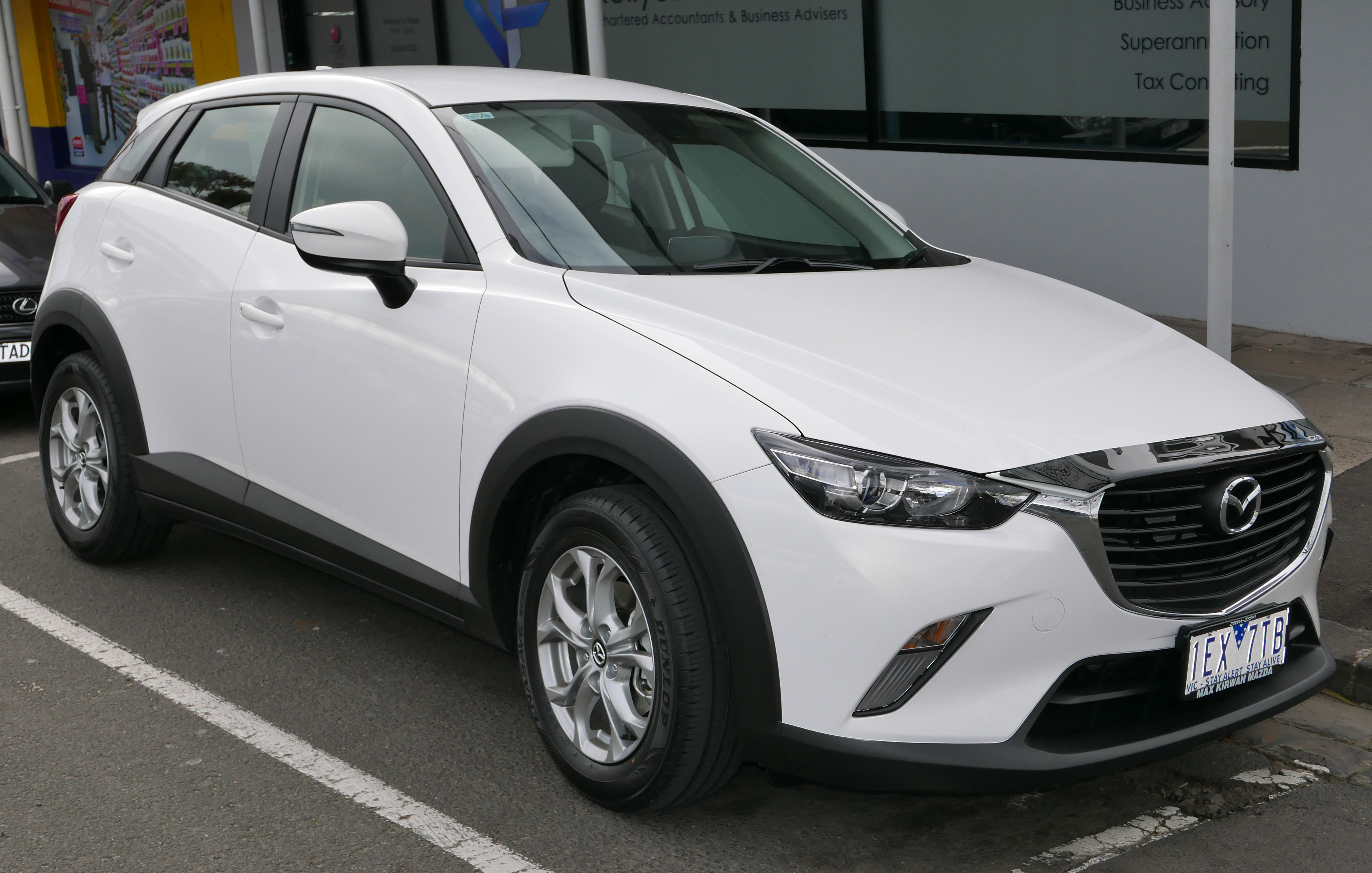
Австралийский вариант